# Dendrocitta
Dendrocitta es un género de aves paseriformes perteneciente a la familia Corvidae. Las especies de este género son propias del sur de Asia, encontrándose en India, el sur de China, Indochina, Sumatra y Borneo.

## Especies
Se reconocen las siguientes especies:
- Dendrocitta vagabunda - urraca vagabunda;
- Dendrocitta formosae - urraca gris;
- Dendrocitta occipitalis - urraca de Sumatra;
- Dendrocitta cinerascens - urraca de Borneo;
- Dendrocitta leucogastra - urraca ventriblanca;
- Dendrocitta frontalis - urraca acollarada;
- Dendrocitta bayleyi - urraca de las Andamán.